# Fondation du Mérite européen
 (août 2014).
Si vous disposez d'ouvrages ou d'articles de référence ou si vous connaissez des sites web de qualité traitant du thème abordé ici, merci de compléter l'article en donnant les références utiles à sa vérifiabilité et en les liant à la section « Notes et références ».
La Fondation du Mérite européen est une association luxembourgeoise à but non lucratif, créée à Luxembourg en 1970. Elle a pour but de reconnaître les réalisations des individus, ou d’une manière occasionnelle des organismes, pour leur remarquable contribution à l’avancement vers l’idéal européen ou pour des accomplissements particuliers de nature transnationale, au-delà de leurs réalisations purement professionnelles.

## Historique
La Fondation a été créée en 1970 par François Visine, haut responsable de l’OTAN de nationalité française. Son président est le Premier ministre du Grand-Duché, Xavier Bettel. Le président du conseil d’administration est Jacques Santer, ancien Premier ministre du Grand-Duché, ancien président de la Commission européenne et ministre d’État. 
Traditionnellement, la Fondation décerne depuis de nombreuses années des médailles (d’or, d’argent et de bronze) aux ressortissants de nombreux pays de l'Union européenne. En 2010, à l’occasion du 40e anniversaire de la Fondation, une décoration spéciale en or a été créée en vue de reconnaître des mérites européens au plus haut niveau: il s’agit du Grand Collier, décerné à SAR le grand-duc Henri. Les présidents du Conseil, de la Commission et du Parlement européen ont chacun reçu le Collier en or.
De nombreux pays ont institué un ordre du Mérite afin d’honorer leurs citoyens mais la Fondation du Mérite européen est le seul Ordre du Mérite reconnu officiellement sur une base européenne. Le rôle de la Fondation est de se développer afin de répondre aux défis actuels de l’Europe en organisant et en participant à des conférences universitaires et autres qui promeuvent l’idéal européen, notamment parmi les plus jeunes membres de la société. La Fondation a entamé récemment un partenariat avec le Centre virtuel de la connaissance sur l’Europe (CVCE) et a conclu un accord de coopération avec l’université du Luxembourg. La Fondation travaille en étroite collaboration avec les institutions de l'Union européenne et spécialement avec la Commission européenne à Luxembourg.
La Fondation a l’intention de créer en 2015 une association de médaillés (ceux qui ont déjà reçu des médailles d’or ou d’argent) en vue de les impliquer et d’utiliser leurs talents et leur expertise dans la poursuite de la promotion de l’idéal européen.
10/ 2014

## Prix actuels
Les sept classes de prix sont, par ordre décroissant d'ancienneté:
1. Le Grand Collier Remise de manière discrétionnaire. Juste un reçu à ce jour
2. Le Collier On le décerne chaque année
3. La Médaille d'Or Décernée chaque année selon des quotas nationaux
4. La Médaille d'Argent Aucun quota
5. La Médaille de Bronze Aucun quota
6. Le Diplôme d'Honneur Aucun quota
7. Le Diplôme de Reconnaissance Aucun quota

## Liste des membres et de leurs postes occupés
| Nom                   | poste occupé                                    |
| --------------------- | ----------------------------------------------- |
| Jacques Santer        | Président                                       |
| Michael Chamier       | Président du directoire                         |
| Simone Beissel        | Vice-présidente                                 |
| Françoise Lorscheid   | Administrateur délégué & trésorière             |
| Bruno Turbang         | Chargé du protocole                             |
| Yuriko Backes         | Représentante du Premier ministre de Luxembourg |
| Ursula Braun-Moser    | Vice-présidente                                 |
| Gerhard Van Den Berge | Vice-président                                  |
| Nico Bley             | Membre                                          |
| Alexander Bojanowsky  | Membre                                          |
| Erwin Brum            | Membre                                          |
| Francis Carpenter     | Membre                                          |
| Kitty Deville         | Membre                                          |
| Arnaldo Ferragni      | Membre                                          |
| André Heiderscheid    | Membre                                          |
| Wojciech Kalamarz     | Membre                                          |
| Panayois Macris       | Membre                                          |
| Robert Philippart     | Membre                                          |
| Ingeborg Smith        | Membre                                          |
| Barbara Söhngen       | Membre                                          |